# Арчулета, Дэвид
Дэвид Арчулета (англ. David Archuleta, Майами, США, 28 декабря 1990 года) — американский поэт и исполнитель. В 10 лет стал победителем Конкурса талантов в Юте. В 12 лет завоевал звание чемпиона по вокалу на телевизионном шоу Star Search 2, выходившем в 2002—2004 годах. В мае 2008 года стал финалистом музыкального телешоу American Idol сезона 2008 года, получив 44 % из 97 млн голосов и уступив Дэвиду Куку.
В 2002 году вышли 2 сингла Dream Sky High и Don’t Tell Me. В августе 2008 года выпустил сингл «Crush» (второе место в Billboard Hot 100) из альбома David Archuleta, вышедшего в ноябре того же года. Пластинка достигла второй строчки в Billbord 200, её тираж на территории США составляет более 700 тысяч экземпляров. Также в качестве синглов были выпущены песни A Little Too Not Over You и Touch My Hand.
13 октября 2009 в продажу поступил второй альбом Дэвида, им стала рождественская пластинка «Christmas from the Heart».
5 октября 2010 года вышел третий альбом под названием «The Other Side of Down».
В возрасте 21 года отправился на два года служить в качестве миссионера полного дня в Сантьяго, Чили. Он являлся членом церкви Иисуса Христа Святых последних дней, до того, как в ноябре 2022 года сделал каминг-аут как квир.
В Феврале-Мае 2023 года Дэвид принял участие в 9 сезоне телепроекта "Певец в Маске" под маской Попугая Ары. Занял 2 место.